# Kilroosky Lough Cluster SAC
Kilroosky Lough Cluster SAC este o arie protejată (arie specială de conservare — SAC, sit de importanță comunitară — SCI) din Irlanda întinsă pe o suprafață de 56,81 ha, integral pe uscat.

## Localizare
Centrul sitului Kilroosky Lough Cluster SAC este situat la coordonatele 54°12′03″N 7°14′34″W / 54.200868°N 7.242814°V.

## Înființare
Situl Kilroosky Lough Cluster SAC a fost declarat sit de importanță comunitară în mai 1998 pentru a proteja 1 specie de animale. Situl a fost protejat și ca arie specială de conservare în mai 2016.

## Biodiversitate
Situată în ecoregiunea atlantică, aria protejată conține 3 habitate naturale: Ape puternic oligomezotrofe cu vegetație bentonică cu Chara spp., Mlaștini calcaroase cu Cladium mariscus și specii de Caricion davallianae, Mlaștini alcaline.
La baza desemnării sitului se află o specie protejată de  nevertebrate: Austropotamobius pallipes.
Pe lângă speciile protejate, pe teritoriul sitului au mai fost identificate 1 specie de plante.